# Aleksiej Miedwiediew (kolarz)
Aleksiej Miedwiediew (ros. Алексей Медведев, ur. 21 maja 1983 w Moskwie) – rosyjski kolarz górski i szosowy, złoty medalista mistrzostw Europy MTB.

## Kariera
Największy sukces w karierze Aleksiej Miedwiediew osiągnął w 2011 roku, kiedy zdobył złoty medal w maratonie podczas mistrzostw Europy MTB w Dohňanach. W zawodach tych wyprzedził Fina Jukkę Vastarantę oraz Niemca Tima Bohme. Był ponadto szósty na mistrzostwach świata w maratonie MTB w Stattegg w 2009 roku oraz ósmy na rozgrywanych trzy lata później mistrzostwach świata w maratonie MTB w Ornans. Miedwiediew startuje także w wyścigach szosowych, jednak nie osiągnął większych sukcesów. Nigdy nie startował na igrzyskach olimpijskich.